# Lignières (Neuchâtel)
Pour les articles homonymes, voir Lignières.
Lignières est une commune suisse du canton de Neuchâtel, située dans la région Littoral.

## Géographie

Panorama annoté depuis Lignères sur les Alpes.

Selon l'Office fédéral de la statistique, Lignières mesure 12,51 km2. 7,3 % de cette superficie correspond à des surfaces d'habitat ou d'infrastructure, 60,9 % à des surfaces agricoles, 31,8 % à des surfaces boisées et 0,0 % à des surfaces improductives.
La commune est limitrophe de Nods, Prêles et La Neuveville dans le canton de Berne, ainsi que du Landeron, d'Enges et de Val-de-Ruz dans celui de Neuchâtel.
Un petit territoire à proximité de Lignières était anciennement dit Franc-Alleu. Cette bande de terre, longue de sept kilomètres sur une largeur de 300 à 1 800 mètres, précédemment dépendante de la Franche-Comté, a été rattachée en 1815 au territoire de la Principauté de Neuchâtel. Quelques bornes anciennes rappellent ce statut particulier.

## Toponymie
Il s'agit d'un ancien  linarium, linaria, un « lieu où on cultive le lin ».

## Histoire
(janvier 2011).
Si vous disposez d'ouvrages ou d'articles de référence ou si vous connaissez des sites web de qualité traitant du thème abordé ici, merci de compléter l'article en donnant les références utiles à sa vérifiabilité et en les liant à la section « Notes et références ».
Les premières occupations du territoire ligniérois nous ont laissé peu de choses : des pierres à cupules ainsi qu'une hache de l'âge du bronze. Le premier vestige imposant d'une installation humaine sur ce plateau jurassien situé à 800 m d'altitude, est sans conteste la villa romaine, occupée dès le IIe siècle. L'interprétation des fouilles qui y ont été faites en 1907 souligne l'importance de ce bâtiment situé à proximité de la Vy d'Etraz.
L'histoire documentée commence avec un privilège du pape Alexandre III daté de 1179. On sait que c'est un faux, mais peut-on retenir ce document comme étant la première attestation de Lignières ? C'est en tout cas le début des conflits qui opposeront les comtes de Neuchâtel et les évêques de Bâle et qui ne trouveront une solution stable qu'au milieu du XIVe siècle. On aboutit à la mise en place d'un partage des pouvoirs et donc de l'exercice de la justice sur la juridiction de Lignières, où Berne trouvera également sa part. Cet enchevêtrement institutionnel durable ne prendra fin qu'avec le congrès de Vienne qui attribue tous les droits sur le village à la principauté de Neuchâtel en 1815. Une dernière trace : le franc-alleu, soit une bande de territoire exemptée des droits de mutations, ne sera abolie que dans les dernières années du XXe siècle.
L'influence de Berne a déterminé la vie de la paroisse pendant longtemps – la liturgie de Lignières n'est purement neuchâteloise que depuis 1844 –, notamment dans ses relations avec Le Landeron dont dépendait le village. La Réforme, après une visite de Guillaume Farel, en 1543, sera adoptée tardivement, en 1563, mais il faudra attendre encore une cinquantaine d'années pour que le village devienne une paroisse. C'est aussi au Landeron que se dérouleront les procès de sorcellerie dans la première moitié du XVIIe siècle.
Le développement démographique caractérise le XIXe siècle. La composition et la structure de la population changent : la structure communautaire a tendance à s'effacer au profit d'une gestion des terres plus individualisée et le paysage se modifie. La modernisation commencée au XIXe siècle se termine au siècle suivant : on s'efforce de maîtriser les problèmes d'eau et la construction de la route de contournement, tout en desservant le plateau de Diesse, permettra de conserver au village son caractère. Pendant la Seconde Guerre mondiale, les Polonais des camps de travail sont occupés à des améliorations foncières ainsi qu'au terrassement de chemins de desserte. Mais c'est la chute d'un bombardier allemand, le 1er juin 1940, qui crée l'évènement.
La seconde moitié du XXe siècle est marquée par la construction d'un nouveau collège ainsi que par la modification de la structure sociale : il y a de moins en moins de paysans à Lignières, alors que le tourisme lié aux loisirs s'y développe. Les chômeurs creusent une piscine olympique dès 1938 ; plus tard, on y ajoutera un circuit automobile, un camping, un manège. Parallèlement, des évènements réguliers comme le concours hippique et la désalpe permettent de faire connaître le village.

## Architecture scolaire

### Ancienne maison d'école (place du Régent 1)

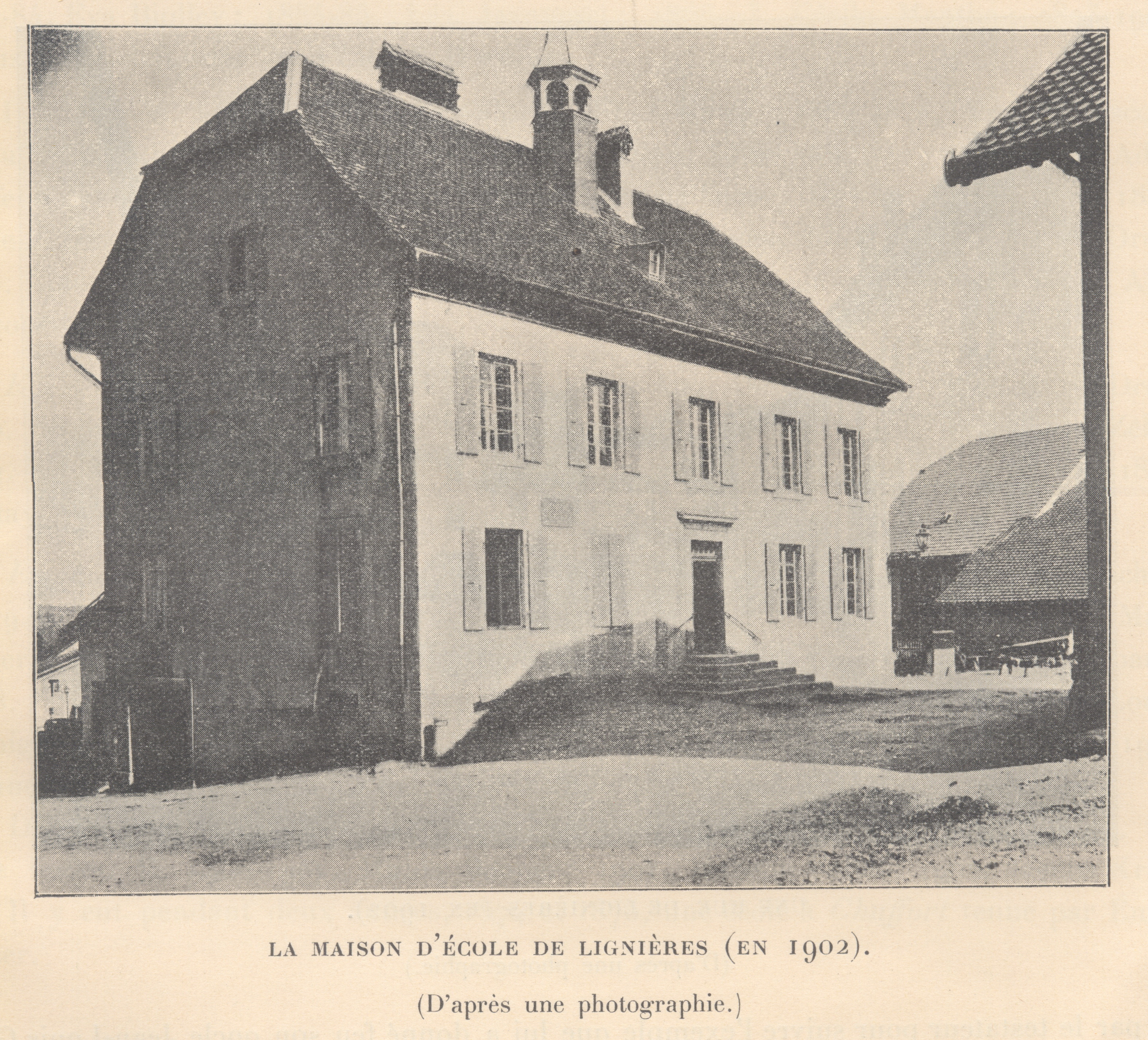
Vue de l'école du village, vers 1902

Depuis 1835-1837, le village de Lignières dispose d’une maison d’école qui compte parmi les premiers bâtiments exclusivement consacrés à un usage scolaire dans la Principauté de Neuchâtel.  Très sobre, mais soigneusement proportionnée et mise en œuvre, la construction est réalisée sur les plans de l’intendant des bâtiments de l’Etat, Edouard de Sandoz-Rosières. Transformée à plusieurs reprises, elle accueille l’administration communale depuis le transfert des classes dans le collège de la Gouvernière en 1978.

### Ecole "de montagne" (Combe-du-Sapin)

Vue de l'école de montagne de la Combe-du-Sapin, vers 1911

En 1909-1910, une petite maison d’école Heimatstil est édifiée par l’architecte Eugène Yonner à la Combe-du-Sapin offrant aux enfants «de la montagne» une école de proximité. Par son vocabulaire et ses matériaux, l’architecture s’inspire des constructions locales, mais le bâtiment affirme clairement sa vocation scolaire par son clocheton et par un programme architectural qui comprend une salle de classe au rez-de-chaussée et un logement pour l’enseignant à l’étage. Désaffectée durant la seconde moitié du 20e siècle, elle est alors convertie en habitation.

### Collège de la Gouvernière (Vy d’Enty 2-4)

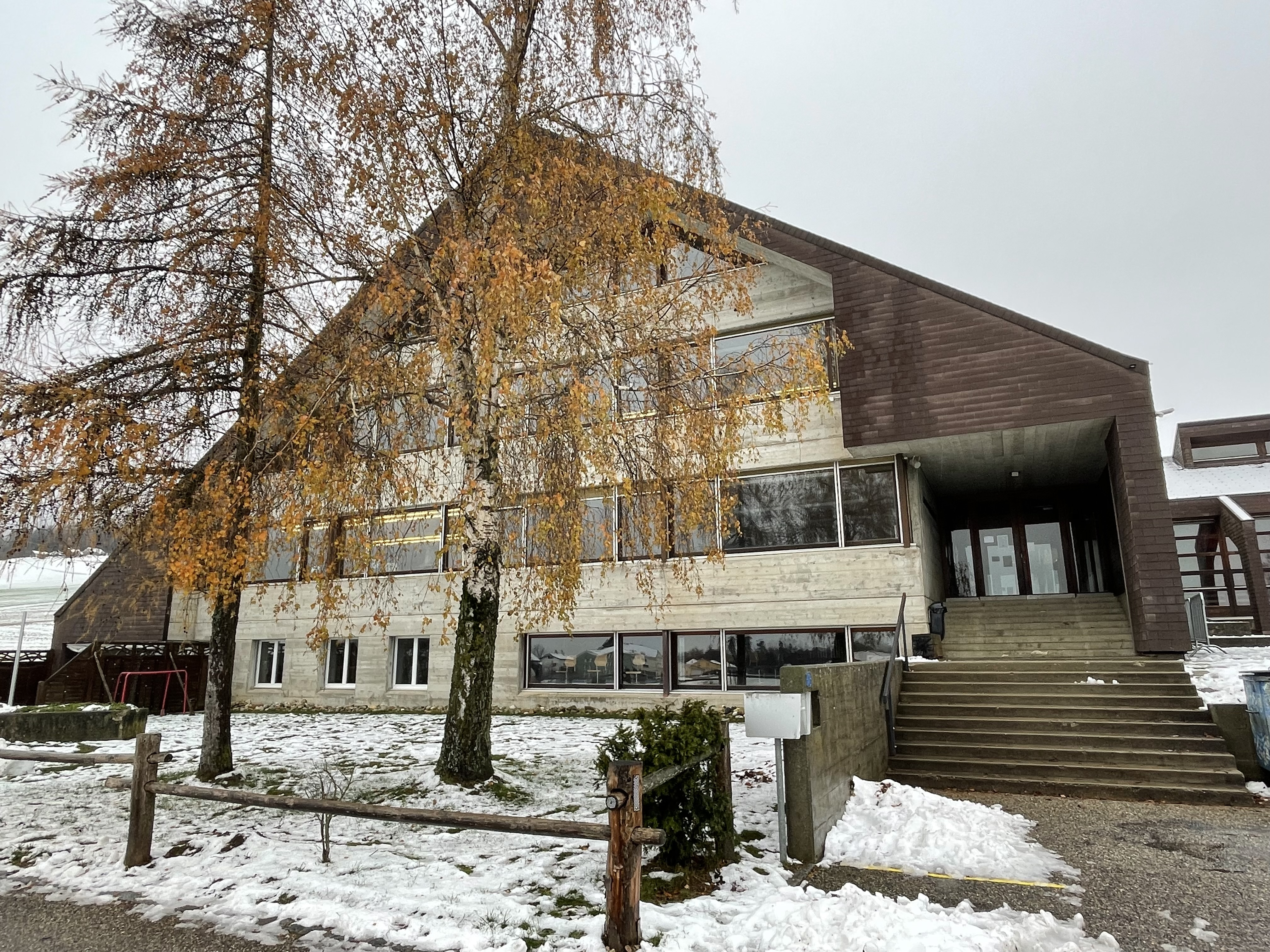
Vue de la façade principale du collège de la Gouvernière en 2023

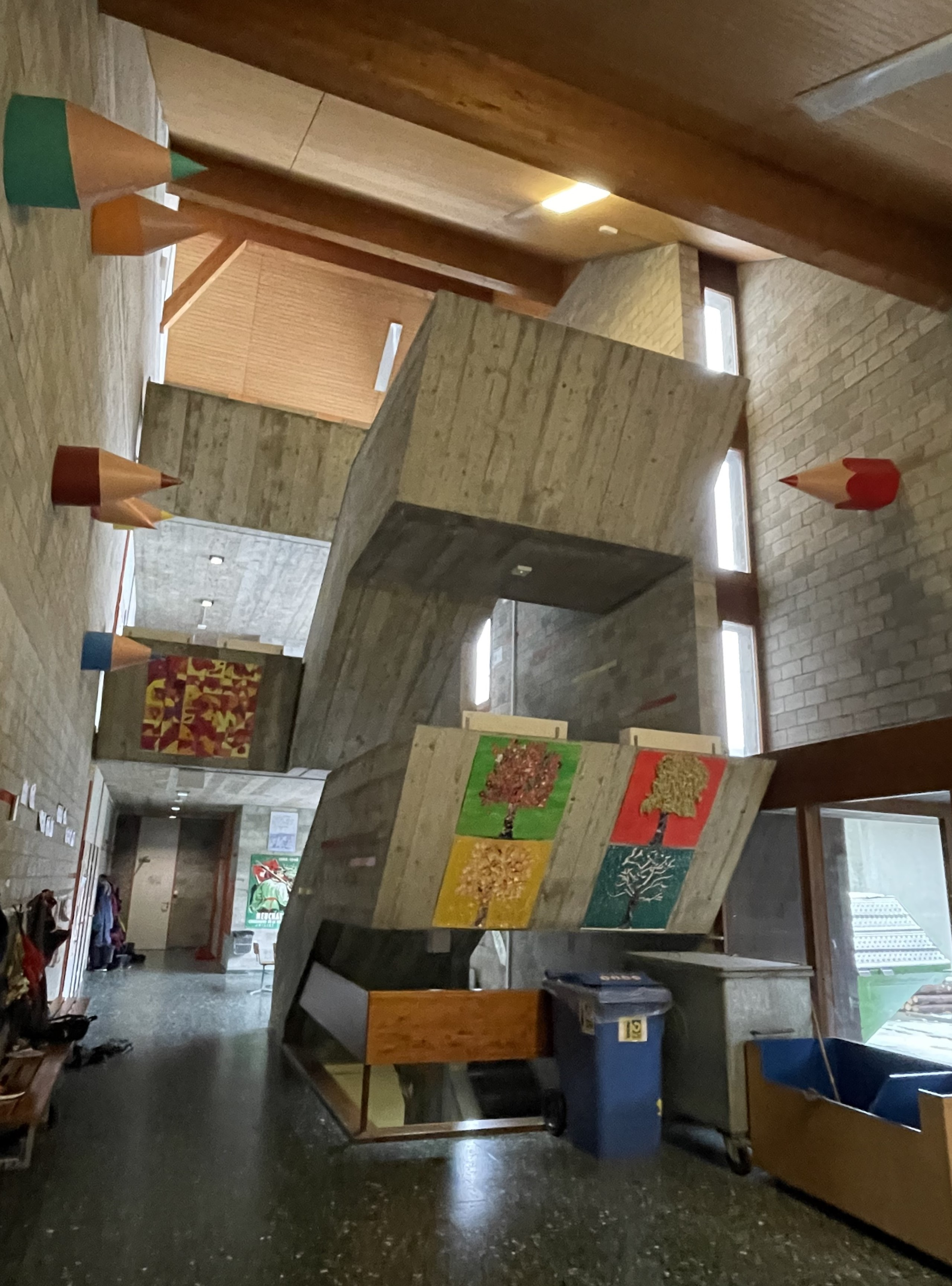
L'escalier monumental du collège de la Gouvernière, en 2023

En discussion depuis la fin des années 1960 et réalisé de 1977 à 1978 par l’architecte Édouard Weber, le centre scolaire polyvalent de la Gouvernière se compose de deux corps de bâtiment articulés par un couloir de liaison; le premier comprend les locaux destinés à l’enseignement, ainsi que l’appartement du concierge, alors que le second abrite une salle polyvalente qui sert à la gymnastique autant qu’aux fêtes et manifestations locales. "C’est une recherche d’architecture régionale influencée par le paysage, le climat et les caractéristiques architecturales du village". Reconnaissable à ses imposantes toitures à deux pans, la nouvelle école constitue un témoignage du sursaut régionaliste des années 1970. L’architecte a en effet associé des formes et un vocabulaire d’inspiration régionale avec des matériaux et des techniques résolument contemporaines. Le résultat est alors considéré comme une solution à la fois moderne et respectueuse des spécificités de l’architecture jurassienne. 

## Démographie
Selon l'Office fédéral de la statistique, Lignières compte 1 006 habitants fin 2022. Sa densité de population atteint 80 hab./km2.
Le graphique suivant résume l'évolution de la population de Lignières entre 1850 et 2008 :

## Transports
- Ligne de bus Nods - Lignières - Le Landeron - La Neuveville
- Débarcadère des bateaux reliant le lac de Bienne à celui de Neuchâtel
- Autoroute A5, Sortie 19 ou 20 (Le Landeron)

## Formation
- Le centre de formation et le circuit automobile du Touring Club Suisse

## Personnalités
- Alphonse François Lacroix (1799-1859), missionnaire au Bengale, est né à Lignières.